# Next Generation ATP Finals 2018
El Next Generation ATP Finals 2018 és l'esdeveniment que tanca la temporada 2018 de tennis en categoria masculina per a tennistes menors de 21 anys. L'edició inaugural del torneig es va celebrar sobre pista dura entre el 6 i el 10 de novembre de 2018 al Fieramilano de Milà, Itàlia.
El tennista grec Stéfanos Tsitsipàs va guanyar el segon títol de la temporada.

## Classificació
| Núm. | Rq  | Tennista           | Punts | Torneigs | Any naixement | Data classificació |
| ---- | --- | ------------------ | ----- | -------- | ------------- | ------------------ |
| −    | 5   | Alexander Zverev   | 5.085 | 20       | 1997          | 6 d'octubre        |
| 1    | 14  | Stéfanos Tsitsipàs | 2.095 | 30       | 1998          | 6 d'octubre        |
| −    | 27  | Denis Shapovalov   | 1.430 | 26       | 1999          | 17 d'octubre       |
| 2    | 33  | Alex de Minaur     | 1.288 | 27       | 1999          | 17 d'octubre       |
| 3    | 43  | Frances Tiafoe     | 1.035 | 24       | 1998          | 17 d'octubre       |
| 4    | 45  | Taylor Fritz       | 969   | 28       | 1997          | 19 d'octubre       |
| 5    | 70  | Andrei Rubliov     | 715   | 24       | 1997          | 24 d'octubre       |
| 6    | 74  | Jaume Munar        | 697   | 31       | 1997          | 25 d'octubre       |
| 7    | 82  | Hubert Hurkacz     | 650   | 26       | 1997          | 30 d'octubre       |
| WC   | 622 | Liam Caruana       | 45    | 13       | 1998          | 4 de novembre      |
| S1   | 96  | Ugo Humbert        | 579   | 27       | 1998          |                    |
| S2   | 103 | Michael Mmoh       | 541   | 22       | 1998          |                    |

|  | Tennistes classificats per l'ATP Finals 2018 |
|  | Renúncia                                     |

## Fase grups

### Grup A
| CS | Jugador            | S. Tsitsipàs                | F. Tiafoe              | J. Munar                    | H. Hurkacz                 | V − D | Sets  | Jocs    | Pos. |
| 1  | Stéfanos Tsitsipàs |                             | 4−3(3), 4−3(5), 4−2    | 4−3(5), 4−3(3), 3−4(4), 4−2 | 4−1, 4−3(2), 4−1           | 3 − 0 | 9 − 1 | 39 − 25 | 1    |
| 3  | Frances Tiafoe     | 3−4(3), 3−4(5), 2−4         |                        | 1−4, 3−4(3), 1−4            | 4−1, 4−2, 2−4, 4−3(10)     | 1 − 2 | 3 − 7 | 27 − 34 | 4    |
| 6  | Jaume Munar        | 3−4(5), 3−4(3), 4−3(4), 2−4 | 4−1, 4−3(3), 4−1       |                             | 2−4, 2−4, 4−2, 4−3(5), 1−4 | 1 − 2 | 6 − 6 | 37 − 37 | 2    |
| 7  | Hubert Hurkacz     | 1−4, 3−4(2), 1−4            | 1−4, 2−4, 4−2, 3−4(10) | 4−2, 4−2, 2−4, 3−4(5), 4−1  |                            | 1 − 2 | 4 − 8 | 32 − 39 | 3    |

### Grup B
| CS | Jugador        | A. de Minaur          | T. Fritz                      | A. Rubliov                    | L. Caruana            | V − D | Sets  | Jocs    | Pos. |
| 2  | Alex de Minaur |                       | 4−3(8), 4−1, 4−2              | 4−1, 3−4(5), 4−1, 4−2         | 4−1, 4−1, 4−2         | 3 − 0 | 9 − 1 | 39 − 18 | 1    |
| 4  | Taylor Fritz   | 3−4(8), 1−4, 2−4      |                               | 2−4, 4−1, 4−3(4), 3−4(2), 2−4 | 1−4, 4−1, 4−3(9), 4−2 | 1 − 2 | 5 − 7 | 34 − 38 | 3    |
| 5  | Andrei Rubliov | 1−4, 4−3(5), 1−4, 2−4 | 4−2, 1−4, 3−4(4), 4−3(2), 4−2 |                               | 4−3(7), 4−1, 4−2      | 2 − 1 | 7 − 5 | 36 − 36 | 2    |
| 8  | Liam Caruana   | 1−4, 1−4, 2−4         | 4−1, 1−4, 3−4(9), 2−4         | 3−4(7), 1−4, 2−4              |                       | 0 − 3 | 1 − 9 | 20 − 37 | 4    |

## Fase final
| Semifinals | Semifinals         | Semifinals | Semifinals | Semifinals | Semifinals | Semifinals |  |  | Final               | Final               | Final               | Final               | Final               | Final               | Final               |
|            |                    |            |            |            |            |            |  |  |                     |                     |                     |                     |                     |                     |                     |
| 1          | Stéfanos Tsitsipàs | 4          | 3⁵         | 4          | 2          | 4          |  |  |                     |                     |                     |                     |                     |                     |                     |
| 5          | Andrei Rubliov     | 3          | 4          | 0          | 4          | 3²         |  |  |                     |                     |                     |                     |                     |                     |                     |
|            |                    |            |            |            |            |            |  |  | 1                   | Stéfanos Tsitsipàs  | 2                   | 4                   | 4                   | 4                   |                     |
|            |                    |            |            |            |            |            |  |  | 2                   | Alex de Minaur      | 4                   | 1                   | 3                   | 3                   |                     |
| 6          | Jaume Munar        | 3⁵         | 4          | 4          | 34         | 4          |  |  |                     |                     |                     |                     |                     |                     |                     |
| 2          | Alex de Minaur     | 4          | 1          | 1          | 4          | 2          |  |  | Final de consolació | Final de consolació | Final de consolació | Final de consolació | Final de consolació | Final de consolació | Final de consolació |
|            |                    |            |            |            |            |            |  |  |                     |                     |                     |                     |                     |                     |                     |
|            |                    |            |            |            |            |            |  |  | 5                   | Andrei Rubliov      | 1                   | 4                   | 2                   | 4                   | 4                   |
|            |                    |            |            |            |            |            |  |  | 6                   | Jaume Munar         | 4                   | 34                  | 4                   | 2                   | 3                   |